# Pajang (Benda)
Pajang is een bestuurslaag in het regentschap Tangerang van de provincie Banten, Indonesië. Pajang telt 6734 inwoners (volkstelling 2010).